# اوکویو، میسوری
اوکویو (به انگلیسی: Oakview) یک روستا (ایالات متحده آمریکا) در ایالات متحده آمریکا است که در شهرستان کلی، میزوری واقع شده‌است.
 اوکویو ۰٫۴۵ کیلومتر مربع مساحت و ۳۷۵ نفر جمعیت دارد و ۳۰۵ متر بالاتر از سطح دریا واقع شده‌است.